# Гледаоци и ми
„Гледаоци и ми“ је југословенски филм из 1957. године. Режирао га је Антон Марти, а сценарио је писао Крешо Новосел.

## Улоге
| Глумац       | Улога      |
| ------------ | ---------- |
| Перо Квргић  | Арлекин    |
| Љубица Јовић | Коломбина  |
| Свен Ласта   | Коментатор |